# Lezione di cagneria
Lezione di cagneria (That's My Pup!) è un film del 1953 diretto da William Hanna e Joseph Barbera. Il film è il settantaseiesimo cortometraggio della serie Tom & Jerry, distribuito il 25 aprile del 1953 dalla Metro-Goldwyn-Mayer.

## Trama
Spike sta insegnando a suo figlio Tyke a essere il migliore amico dell'uomo, a seppellire le ossa e a inseguire i gatti. A quel punto arrivano Tom e Jerry che si inseguono; Spike vedendo Tom decide di dare una dimostrazione al figlio, così si avvicina di soppiatto a Tom e si mette ad abbaiare freneticamente, facendo fuggire Tom per il terrore e facendolo salire velocemente su un albero. Anche Tyke però vuole provare a inseguire Tom, così Spike lo tira giù dall'albero e gli dice che quando Tyke abbaia deve scappare. Stufo di dover scappare ripetutamente, Tom decide di vendicarsi facendo in modo che Tyke finisca appeso alla corda di un'asta portabandiera. Quando Spike accorre per aiutare il figlio, quest'ultimo si butta su Spike e gli spiega l'accaduto. Spike allora ricopre l'asta con del grasso e abbaiando fa in modo che Tom si arrampichi su di essa, scivolando a causa del grasso. Poco dopo Spike lascia che Tyke abbai liberamente a Tom mentre questi cerca invano di arrampicarsi sull'asta impregnata di grasso; il tutto continua fino a notte fonda.